# Шергин, Иван Алексеевич
Ива́н Алексе́евич Ше́ргин (1866—1930) — коми и поморский публицист, писатель. 
Родился в Серегово Яренского уезда Вологодской губернии.
Издатель журнала «Вестник Севера». автор многочисленных книг рассказов и очерков о Северном крае, так описал рыбный промысел архангелогородцев:

Рыбный промысел разделяется на пресноводный и морской (тресковый) на Мурмане. Последний составляет предмет отхожего промысла поморов Кемского и частью Онежского уездов, перекочевывающих ежегодно на Мурман. Кроме означенных промышленников поморов, в Мурманском морском промысле участвуют и местные обитатели Александровского уезда, но число их не велико. Так, в 1906 г., было 126 судов с 400 ловцами, тогда как всего на промысле находилось 993 судна с 3,446 ловцами. И вот, только открывается навигация, как тотчас же из Архангельска отправляются пароходы Мурманского Товарищества и, забрав поморов Беломорского побережья, следуют на Мурман, где они занимаются в течение лета ловлей трески, пикшуя, палтуса. В половине августа пароходы товарищества объезжают становища на Мурмане и, нагрузив рыбные промыслы, спешат к маргаритинской ярмарке в Архангельске.— И. А. Шергин
Внук — писатель Коняев, Николай Михайлович.